# Centurion: Defender of Rome
Centurion, Defender of Rome es un videojuego desarrollado en 1990 por la empresa Bits of Magic. Fue creado para el sistema operativo DOS para PC, apareciendo seguidamente versiones para las plataformas Amiga y Mega Drive; la versión en DOS sigue siendo ejecutable por las distintas versiones de Windows.
Centurion, Defender of Rome es considerado uno de los grandes clásicos de los juegos de estrategia por turnos. Se trata de un juego para un solo jugador, en el que Europa y la cuenca mediterránea (el mundo conocido para los romanos) están divididos en provincias. El jugador representa al Imperio romano y controla en un principio la provincia de Italia. La finalidad del juego es conquistar todas las provincias del mapa.
La base del juego son las provincias, a partir de las cuales se puede formar ejércitos, aumentar las tropas de los ejércitos, crear flotas navales, recaudar impuestos, o a las que se puede incluso saquear... Al mismo tiempo la ciudadanía de cada provincia debe de estar relativamente contenta, pues se pueden rebelar. Cada provincia no-romana puede formar parte del imperio romano si, al llevar a esa provincia un ejército romano, los dirigentes de esa provincia acceden a aliarse al Imperio, o bien si las tropas romanas luchan contra las tropas nativas de la otra provincia y las vencen (las batallas se juegan a tiempo real). Periódicamente, aparecen tropas enemigas que se van moviendo por el mapa, pudiendo atacar provincias romanas.
Este modo de estrategia por turnos en el que el mapa está dividido en provincias, y donde la unidad territorial base es cada provincia, está al origen de muchos otros videojuegos, como la saga Total War, y lo separa de otros juegos de estrategia por turnos en los que las unidades territoriales básicas son las ciudades, como es el caso de la mítica saga de Civilization.